# دودمان روریک
دودمان روریک (به روسی: Рюриковичи) یک دودمان اشرافی و بعدها سلطنتی بود که مطابق باور رایج، توسط روریک شاهزاده وارنگیان، در سال ۸۶۲ در ولیکی نووگورود بنیان نهاده شد. روریک‌ها خاندان حاکم بر حکومت روس کی‌یف و سایر شاهزاده‌نشین‌های آن پس از تجزیه‌اش ازجمله شاهزاده‌نشین بزرگ مسکو و اوایل روسیه تزاری بودند.
تا سدهٔ پانزدهم میلادی، ایوان سوم تسلط اردوی زرین بر منطقه را از بین برد و عنوان فرمانروای تمام روس را به خود گرفت. نوهٔ او ایوان چهارم در سال ۱۵۴۷ با عنوان تزار تمام روسیه تاج‌گذاری کرد و پس از او دودمان روریک تا سال ۱۵۹۸ و تا زمان مرگ فیودور یکم، پسر ایوان، حکومت کرد. سرانجام پس از زمان مشکلات، دودمان رومانوف جانشین روریک‌ها شدند شدند. در جایگاه یک خاندان سلطنتی، دودمان روریک روی هم برای ۲۱ نسل در خط جانشینی مستقیم مرد، از خود روریک (مرگ: ۸۷۹) تا فیودور یکم (مرگ: ۱۵۹۸) و به مدت بیش از ۷۰۰ سال برقرار بود.